# Bellentre
Bellentre – miejscowość i dawna gmina we Francji, w regionie Owernia-Rodan-Alpy, w departamencie Sabaudia. W 2013 roku jej populacja wynosiła 965 mieszkańców. Obszar gminy znajduje się w Parc national de la Vanoise.
W dniu 1 stycznia 2016 roku z połączenia czterech ówczesnych gmin – Bellentre, La Côte-d’Aime, Mâcot-la-Plagne oraz Valezan – utworzono nową gminę La Plagne-Tarentaise. Siedzibą gminy została miejscowość Mâcot-la-Plagne.